# Grijskopfulvetta
De grijskopfulvetta (Fulvetta cinereiceps synoniem: Alcippe cinereiceps ) is een zangvogel uit de familie Paradoxornithidae (diksnavelmezen).

## Verspreiding en leefgebied
Deze soort is endemisch in China en telt vier ondersoorten:
- F. c. fessa: centraal China.
- F. c. cinereiceps: het zuidelijke deel van Centraal-China.
- F. c. fucata: oostelijk China.
- F. c. guttaticollis: zuidoostelijk China.

## Status
De grootte van de populatie is niet gekwantificeerd maar de soort wordt omschreven als algemeen. Op de Rode lijst van de IUCN heeft deze soort de status niet bedreigd.